# Kokinšú

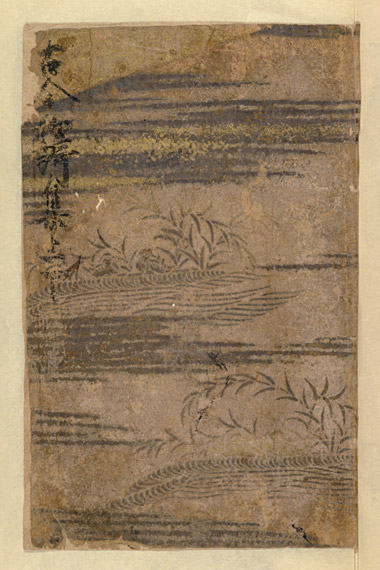
Kokinšú, vydání z roku 1226.

Kokinšú nebo též Kokinwakašú (Sbírka starých a nových básní) je první oficiální sbírka japonské lyriky. Práce na ní byla zahájena roku 905 na příkaz císaře Daigoa a dokončena byla roku 922. Sbírka obsahuje přes 1100 básní, většinou ve formě tanka (pětiverší o 31 slabikách), a je systematičtěji uspořádána než předchozí sbírka Manjóšú. Jednotlivé svazky sbírky jsou totiž tematicky zaměřené na básně věnované jednotlivým ročním obdobím, na básně blahopřejné, na rozloučenou, cestovní a milostné, na elegie atp. Sbírka má předmluvu od Ki no Curajukiho a nejznámějšími autory sbírky jsou básnířka a dvorní dáma Ono no Komači a básník Ariwara no Narihira.
Sbírka je psána ve slabičné abecedě hiragana, které velmi dobře odpovídá struktuře japonského verše, Na rozdíl od Manjóšú je její lyrika jemnější, křehčí a vybroušená až k virtuozitě, ale nedosahuje mnohdy takové hloubky a citové intenzity jako dlouhé básně z Manjóšú. Přesto je vyvrcholením poezie ve formě tanka a dlouho byla považována za nedostižný vzor.

## Česká vydání
- Verše psané na vodu (starojaponská pětiverší), Rudolf Kmoch, Praha 1943, přeložila Vlasta Hilská, přebásnil Bohumil Mathesius, výbor ze sbírek Manjóšú a Kokinšú.